# Список Героев Советского Союза (Трубаченко — Тященко)
В настоящем списке представлены в алфавитном порядке все Герои Советского Союза, чьи фамилии начинаются с буквы «Т» (всего 492 человека, из них двое удостоены звания дважды). Список содержит даты Указов Президиума Верховного Совета СССР о присвоении звания, информацию о роде войск, должности и воинском звании Героев на дату представления к присвоению звания Героя Советского Союза, годах их жизни.
- Персиковым цветом  в таблице выделены Герои, удостоенные звания дважды и более раз.
- Серым цветом  в таблице выделены Герои, представленные к званию посмертно.

| Навигационная таблица | Навигационная таблица                |
| --------------------- | ------------------------------------ |
| «Т»                   | Тавадзе Давид — Терешкова Валентина  |
| «Т»                   | Терещенко Василий — Ткаченко Василий |
| «Т»                   | Ткаченко Владимир — Трубачёв Василий |
| «Т»                   | Трубаченко Василий — Тященко Гавриил |

| № п/п | Фамилия Имя Отчество                                                                          | Дата Указа | Род войск    | Должность | Звание                    | Годы жизни              | БС ГС НЛ                        |
| ----- | --------------------------------------------------------------------------------------------- | ---------- | ------------ | --- | ------------------------- | ----------------------- | ------------------------------- |
| 363   | Трубаченко Василий Петрович                                                                   | 29.08.1939 | авиация      | командир эскадрильи 22-го истребительного авиационного полка истребительной авиационной бригады 1-й армейской группы                                                                                              | старший лейтенант         | 10.04.1912 — 16.09.1941 | ——                              |
| 364   | Трубин Иван Степанович                                                                        | 23.09.1943 | танкист      | командир танка Т-70 288-го танкового батальона 97-й танковой бригады 12-го танкового корпуса 3-й гвардейской танковой армии Брянского фронта                                                                      | гвардии старший сержант   | 25.11.1918 — 22.07.1943 | [ БС 1 ] [ ГС 2 ] [ НЛ 1 ]      |
| 365   | Трубицын Михаил Иванович                                                                      | 10.04.1945 | пехота       | командир мотострелкового батальона 17-й гвардейской механизированной бригады 6-го гвардейского механизированного корпуса 4-й танковой армии 1-го Украинского фронта                                               | гвардии капитан           | 11.01.1905 — 23.04.1992 | [ БС 1 ] [ ГС 3 ] [ НЛ 2 ]      |
| 366   | Трубицын Николай Панфилович                                                                   | 15.01.1944 | комиссар     | заместитель по политической части командира батальона 29-го гвардейского стрелкового полка 12-й гвардейской стрелковой дивизии 61-й армии Центрального фронта                                                     | гвардии капитан           | 15.10.1914 — 01.10.1943 | [ БС 1 ] [ ГС 4 ] [ НЛ 3 ]      |
| 367   | Трубов Валерий Иванович                                                                       | 31.05.1945 | артиллерия   | командир батареи 31-го гвардейского артиллерийского полка 12-й гвардейской стрелковой дивизии 61-й армии 1-го Белорусского фронта                                                                                 | гвардии старший лейтенант | 17.01.1922 — 16.01.1986 | [ БС 2 ] [ ГС 5 ] [ НЛ 4 ]      |
| 368   | Труд Андрей Иванович укр. Труд Андрій Іванович                                                | 13.04.1944 | авиация      | заместитель командира эскадрильи 16-го гвардейского истребительного авиационного полка 9-й гвардейской истребительной авиационной дивизии 8-й воздушной армии Южного фронта                                       | гвардии старший лейтенант | 20.08.1921 — 27.07.1999 | [ БС 3 ] [ ГС 6 ] [ НЛ 5 ]      |
| 369   | Трудолюбов Василий Иванович                                                                   | 29.05.1945 | пехота       | командир 136-й стрелковой дивизии 70-й армии 2-го Белорусского фронта | гвардии полковник         | 07.03.1907 — 06.10.1948 | [ БС 3 ] [ ГС 7 ] [ НЛ 6 ]      |
| 370   | Тружников Владимир Васильевич                                                                 | 16.05.1944 | пехота       | командир пулемётного взвода 166-го гвардейского стрелкового полка 55-й гвардейской стрелковой дивизии 56-й армии Северо-Кавказского фронта                                                                        | гвардии младший лейтенант | 1899 — 16.12.1944       | [ БС 3 ] [ ГС 8 ] [ НЛ 7 ]      |
| 371   | Трункин Павел Ефимович                                                                        | 24.05.1944 | пехота       | пулемётчик мотострелкового батальона 21-й гвардейской механизированной бригады 8-го гвардейского механизированного корпуса 1-й танковой армии 1-го Украинского фронта                                             | гвардии красноармеец      | 01.01.1916 — 02.08.1944 | [ БС 3 ] [ ГС 9 ] [ НЛ 8 ]      |
| 372   | Трунов Павел Яковлевич                                                                        | 24.03.1945 | артиллерия   | командир батареи 283-го армейского миномётного полка 5-й армии 3-го Белорусского фронта | старший лейтенант         | 20.06.1922 — 14.12.2002 | [ БС 3 ] [ ГС 10 ] [ НЛ 9 ]     |
| 373   | Трусов Виктор Иванович                                                                        | 30.10.1943 | пехота       | разведчик взвода пешей разведки 43-го стрелкового полка 106-й стрелковой дивизии 65-й армии Центрального фронта                                                                                                   | красноармеец              | 10.04.1917 — 06.12.1989 | [ БС 3 ] [ ГС 11 ] [ НЛ 10 ]    |
| 374   | Трусов Евгений Иванович                                                                       | 03.06.1944 | пехота       | командир взвода автоматчиков 737-го стрелкового полка 206-й стрелковой дивизии 47-й армии Воронежского фронта | лейтенант                 | 05.04.1917 — 25.09.1943 | [ БС 3 ] [ ГС 12 ] [ НЛ 11 ]    |
| 375   | Трусов Иван Фёдорович                                                                         | 27.02.1945 | пехота       | командир батальона 240-го стрелкового полка 117-й стрелковой дивизии 69-й армии 1-го Белорусского фронта | майор                     | 13.09.1911 — 06.08.1970 | [ БС 3 ] [ ГС 13 ] [ НЛ 12 ]    |
| 376   | Трусов Михаил Трофимович                                                                      | 21.03.1940 | авиация      | помощник командира эскадрильи 44-го скоростного бомбардировочного полка 55-й скоростной авиационной бомбардировочной бригады ВВС 7-й армии Северо-Западного фронта                                                | капитан                   | 15.11.1907 — 03.01.1977 | [ БС 4 ] [ ГС 14 ] [ НЛ 13 ]    |
| 377   | Труфанов Пётр Терентьевич                                                                     | 22.07.1944 | пехота       | снайпер гвардейского отдельного учебного стрелкового батальона 67-й гвардейской стрелковой дивизии 6-й гвардейской армии 1-го Прибалтийского фронта                                                               | гвардии красноармеец      | 30.12.1909 — 21.07.1980 | [ БС 5 ] [ ГС 15 ] [ НЛ 14 ]    |
| 378   | Труханов Пётр Степанович бел. Труханаў Пётр Сямёнавіч                                         | 24.03.1945 | пехота       | командир пулемётного расчёта 1260-го стрелкового полка 380-й стрелковой дивизии 50-й армии 2-го Белорусского фронта                                                                                               | старший сержант           | 16.06.1910 — 14.08.1992 | [ БС 5 ] [ ГС 16 ] [ НЛ 15 ]    |
| 379   | Трухин Иван Андреевич                                                                         | 13.09.1944 | танкист      | механик-водитель танка Т-34 94-го танкового батальона 51-й танковой бригады 3-го танкового корпуса 2-й танковой армии 2-го Украинского фронта                                                                     | сержант                   | 08.03.1910 — 16.03.1972 | [ БС 5 ] [ ГС 17 ] [ НЛ 16 ]    |
| 380   | Трухинов Константин Матвеевич                                                                 | 03.06.1944 | инженер      | сапёр 9-го гвардейского отдельного пулемётно-артиллерийского батальона 1-го гвардейского укрепленного района 28-й армии 3-го Украинского фронта                                                                   | гвардии красноармеец      | 07.01.1905 — 15.07.1944 | [ БС 5 ] [ ГС 18 ] [ НЛ 17 ]    |
| 381   | Трухов Андрей Игнатьевич                                                                      | 18.08.1945 | авиация      | командир звена 103-го штурмового авиационного полка 230-й штурмовой авиационной дивизии 4-й воздушной армии 2-го Белорусского фронта                                                                              | лейтенант                 | 22.06.1921 — 19.02.1994 | [ БС 5 ] [ ГС 19 ] [ НЛ 18 ]    |
| 382   | Тручак Лаврентий Васильевич укр. Тручак Лаврентій Васильович                                  | 24.03.1945 | танкист      | командир роты танков Т-34 120-й отдельной танковой бригады 5-й армии 3-го Белорусского фронта | капитан                   | 15.08.1907 — 20.08.1944 | [ БС 5 ] [ ГС 20 ] [ НЛ 19 ]    |
| 383   | Трушев Иван Филиппович (Трушов Иван Филиппович)                                               | 22.02.1944 | пехота       | старшина роты 1118-го стрелкового полка 333-й стрелковой дивизии 6-й армии 3-го Украинского фронта | старшина                  | 18.04.1912 — 31.12.1943 | [ БС 6 ] [ ГС 21 ] [ НЛ 20 ]    |
| 384   | Трушечкин Василий Григорьевич                                                                 | 16.10.1943 | комиссар     | комсорг батальона 310-го стрелкового полка 8-й стрелковой дивизии 13-й армии Центрального фронта | младший лейтенант         | 14.09.1923 — 20.10.2012 | [ БС 6 ] [ ГС 22 ] [ НЛ 21 ]    |
| 385   | Трушин Василий Андреевич                                                                      | 29.06.1945 | пехота       | командир 61-го гвардейского стрелкового полка 19-й гвардейской стрелковой дивизии 39-й армии 3-го Белорусского фронта                                                                                             | гвардии подполковник      | 07.05.1906 — 23.01.1945 | [ БС 6 ] [ ГС 23 ] [ НЛ 22 ]    |
| 386   | Трушин Василий Прокофьевич                                                                    | 14.09.1945 | генерал      | командир 13-й бригады морской пехоты Тихоокеанского флота | генерал-майор             | 07.02.1899 — 05.04.1974 | [ БС 6 ] [ ГС 24 ] [ НЛ 23 ]    |
| 387   | Трушкин Василий Фёдорович                                                                     | 14.09.1945 | авиация      | командир эскадрильи 26-го штурмового авиационного полка 12-й штурмовой авиационной дивизии ВВС Тихоокеанского флота                                                                                               | старший лейтенант         | 12.04.1915 — 23.11.1981 | [ БС 6 ] [ ГС 25 ] [ НЛ 24 ]    |
| 388   | Трушков Илья Фёдорович                                                                        | 31.05.1945 | пехота       | командир пулемётного взвода мотострелкового батальона 19-й механизированной бригады 1-го механизированного корпуса 2-й гвардейской танковой армии 1-го Белорусского фронта                                        | старший лейтенант         | 25.07.1925 — 04.01.1993 | [ БС 6 ] [ ГС 26 ] [ НЛ 25 ]    |
| 389   | Трушков Николай Иванович                                                                      | 31.05.1945 | пехота       | командир взвода 216-го стрелкового полка 76-й стрелковой дивизии 47-й армии 1-го Белорусского фронта | младший лейтенант         | 15.05.1924 — 13.02.2003 | [ БС 6 ] [ ГС 27 ] [ НЛ 26 ]    |
| 390   | Трушковский Сергей Михайлович                                                                 | 10.04.1945 | артиллерия   | командир 15-й лёгкой артиллерийской бригады 3-й артиллерийской дивизии прорыва РГК в составе 5-й гвардейской армии 1-го Украинского фронта                                                                        | полковник                 | 09.09.1907 — 28.09.1975 | [ БС 7 ] [ ГС 28 ] [ НЛ 27 ]    |
| 391   | Трушников Пётр Иванович                                                                       | 22.02.1944 | связисты     | линейный надсмотрщик 976-го отдельного батальона связи 73-го стрелкового корпуса 52-й армии Степного фронта | красноармеец              | 01.05.1925 — 19.09.1988 | [ БС 8 ] [ ГС 29 ] [ НЛ 28 ]    |
| 392   | Трынин Александр Сергеевич                                                                    | 29.10.1943 | пехота       | командир роты 42-го стрелкового полка 180-й стрелковой дивизии 38-й армии Воронежского фронта | лейтенант                 | 20.05.1912 — 24.05.1972 | [ БС 8 ] [ ГС 30 ] [ НЛ 29 ]    |
| 393   | Трясин Ерминингельд Васильевич                                                                | 10.04.1945 | артиллерия   | командир батареи 16-й тяжёлой миномётной бригады 1-й гвардейской артиллерийской дивизии прорыва РГК в составе 13-й армии 1-го Украинского фронта                                                                  | капитан                   | 15.11.1911 — 05.11.1982 | [ БС 8 ] [ ГС 31 ] [ НЛ 30 ]    |
| 394   | Тряскин Александр Андреевич                                                                   | 03.06.1944 | пехота       | командир роты мотострелкового батальона 5-й гвардейской механизированной бригады 2-го гвардейского механизированного корпуса 28-й армии 3-го Украинского фронта                                                   | гвардии старший лейтенант | 23.12.1921 — 11.09.1980 | [ БС 8 ] [ ГС 32 ] [ НЛ 31 ]    |
| 395   | Тряскин Андрей Александрович                                                                  | 17.10.1943 | инженер      | заместитель по строевой части командира 168-го отдельного сапёрного батальона 121-й стрелковой дивизии 60-й армии Центрального фронта                                                                             | капитан                   | 18.04.1916 — 22.11.1992 | [ БС 8 ] [ ГС 33 ] [ НЛ 32 ]    |
| 396   | Тугамбаев Кыдран Александрович (Тугумбаев Кыдран Александрович) каз. Туғамбаев Қыдран         | 19.03.1944 | пехота       | разведчик взвода разведки 1116-го стрелкового полка 333-й стрелковой дивизии 12-й армии 3-го Украинского фронта                                                                                                   | красноармеец              | 04.11.1924 — 17.12.1943 | [ БС 8 ] [ ГС 34 ] [ НЛ 33 ]    |
| 397   | Тугуши Елисей Семёнович груз. ტუღუში ელისე                                                    | 31.05.1945 | пехота       | командир роты 1133-го стрелкового полка 339-й стрелковой дивизии 33-й армии 1-го Белорусского фронта | старший лейтенант         | 10.03.1913 — 25.12.1982 | [ БС 8 ] [ ГС 35 ] [ НЛ 34 ]    |
| 398   | Тужилков Сергей Васильевич                                                                    | 18.08.1945 | авиация      | штурман 189-го гвардейского штурмового авиационного полка 196-й штурмовой авиационной дивизии 4-го штурмового авиационного корпуса 4-й воздушной армии 2-го Белорусского фронта                                   | гвардии старший лейтенант | 22.09.1919 — 25.01.1982 | [ БС 9 ] [ ГС 36 ] [ НЛ 35 ]    |
| 399   | Тузов Василий Иванович                                                                        | 22.02.1944 | пехота       | командир отделения 1118-го стрелкового полка 333-й стрелковой дивизии 6-й армии 3-го Украинского фронта | сержант                   | 12.09.1904 — 11.07.1969 | [ БС 10 ] [ ГС 37 ] [ НЛ 36 ]   |
| 400   | Тузов Михаил Филиппович                                                                       | 23.02.1945 | авиация      | командир эскадрильи 4-го гвардейского ближнебомбардировочного авиационного полка 280-й смешанной авиационной дивизии 14-й воздушной армии 3-го Прибалтийского фронта                                              | гвардии майор             | 01.11.1907 — 15.06.1983 | [ БС 10 ] [ ГС 38 ] [ НЛ 37 ]   |
| 401   | Тузов Николай Иосифович                                                                       | 30.10.1943 | пехота       | стрелок 568-го стрелкового полка 149-й стрелковой дивизии 65-й армии Центрального фронта | красноармеец              | 13.12.1923 — 18.01.2002 | [ БС 10 ] [ ГС 39 ] [ НЛ 38 ]   |
| 402   | Туйгунов Леонид Наумович                                                                      | 05.11.1944 | авиация      | штурман звена 335-го авиационного полка 4-й гвардейской авиационной дивизии 4-го гвардейского авиационного корпуса Авиации дальнего действия                                                                      | гвардии старший лейтенант | 05.10.1919 — 11.09.2001 | [ БС 10 ] [ ГС 40 ] [ НЛ 39 ]   |
| 403   | Туктубаев Урмаш (Туктибаев Орман) каз. Түктібаев Орман (Үрмәш)                                | 24.03.1945 | пехота       | командир пулемётного отделения 1280-го стрелкового полка 391-й стрелковой дивизии 3-й ударной армии 2-го Прибалтийского фронта                                                                                    | младший сержант           | 17.11.1917 — 20.07.1944 | [ БС 10 ] [ ГС 41 ] [ НЛ 40 ]   |
| 404   | Тулаев Жамбыл Ешеевич                                                                         | 14.02.1943 | пехота       | снайпер 580-го стрелкового полка 188-й стрелковой дивизии 27-й армии Северо-Западного фронта | старшина                  | 15.05.1905 — 17.01.1961 | [ БС 10 ] [ ГС 42 ] [ НЛ 41 ]   |
| 405   | Тулебердиев Чолпонбай кирг. Түлөбердиев Чолпонбай                                             | 04.02.1943 | пехота       | стрелок 636-го стрелкового полка 160-й стрелковой дивизии 6-й армии Воронежского фронта | красноармеец              | 13.04.1922 — 06.08.1942 | [ БС 11 ] [ ГС 43 ] [ НЛ 42 ]   |
| 406   | Тулинов Дмитрий Васильевич                                                                    | 17.11.1943 | пехота       | командир роты 1339-го стрелкового полка 318-й стрелковой дивизии 18-й армии Северо-Кавказского фронта | лейтенант                 | 20.10.1915 — 24.05.1983 | [ БС 12 ] [ ГС 44 ] [ НЛ 43 ]   |
| 407   | Тулинцев Александр Семёнович                                                                  | 16.10.1943 | связисты     | телефонист роты связи 205-го гвардейского стрелкового полка 70-й гвардейской стрелковой дивизии 13-й армии Центрального фронта                                                                                    | гвардии красноармеец      | 14.09.1925 — 30.03.2015 | [ БС 12 ] [ ГС 45 ] [ НЛ 44 ]   |
| 408   | Тулупов Константин Павлович                                                                   | 28.04.1945 | танкист      | командир танка 36-й гвардейской танковой бригады 4-го гвардейского механизированного корпуса 7-й гвардейской армии 2-го Украинского фронта                                                                        | гвардии лейтенант         | 14.05.1917 — 22.02.1945 | [ БС 12 ] [ ГС 46 ] [ НЛ 45 ]   |
| 409   | Тульников Андрей Пантелеевич                                                                  | 10.04.1945 | инженер      | командир отделения сапёрного взвода 416-го стрелкового полка 112-й стрелковой дивизии 13-й армии 1-го Украинского фронта                                                                                          | сержант                   | 05.08.1923 — 04.01.2015 | [ БС 12 ] [ ГС 47 ] [ НЛ 46 ]   |
| 410   | Тумакшин Михаил Тимофеевич                                                                    | 03.06.1944 | инженер      | командир роты 182-го отдельного армейского моторизированного инженерного батальона 3-й гвардейской танковой армии Воронежского фронта                                                                             | старший лейтенант         | 19.11.1918 — 05.10.1943 | [ БС 12 ] [ ГС 48 ] [ НЛ 47 ]   |
| 411   | Туманов Иван Николаевич                                                                       | 20.12.1943 | пехота       | автоматчик 104-го гвардейского стрелкового полка 36-й гвардейской стрелковой дивизии 57-й армии Степного фронта                                                                                                   | гвардии красноармеец      | 16.01.1924 — 22.06.1973 | [ БС 12 ] [ ГС 49 ] [ НЛ 48 ]   |
| 412   | Тумар Виктор Андреевич бел. Тумар Віктар Андрэевіч                                            | 13.09.1944 | пехота       | стрелок роты автоматчиков 929-го стрелкового полка 254-й стрелковой дивизии 52-й армии 2-го Украинского фронта | красноармеец              | 02.03.1919 — 30.05.1944 | [ БС 12 ] [ ГС 50 ] [ НЛ 49 ]   |
| 413   | Тупикин Григорий Васильевич                                                                   | 24.03.1945 | артиллерия   | командир батареи 698-го лёгкого артиллерийского полка 78-й лёгкой артиллерийской бригады 27-й артиллерийской дивизии РГК в составе войск 2-го Прибалтийского фронта                                               | капитан                   | 10.10.1916 — 12.12.1964 | [ БС 13 ] [ ГС 51 ] [ НЛ 50 ]   |
| 414   | Тупицин Андрей Иванович                                                                       | 19.03.1944 | пехота       | командир взвода 41-й гвардейской отдельной разведывательной роты 39-й гвардейской стрелковой дивизии 8-й гвардейской армии 3-го Украинского фронта                                                                | гвардии лейтенант         | 13.07.1918 — 23.08.1969 | [ БС 14 ] [ ГС 52 ] [ НЛ 51 ]   |
| 415   | Тупицын Григорий Афанасьевич                                                                  | 07.03.1945 | морской флот | старший химист 66-го отдельного отряда дегазации и дымомаскировки Днепровской военной флотилии | краснофлотец              | 06.01.1915 — 27.06.1983 | [ БС 14 ] [ ГС 53 ] [ НЛ 52 ]   |
| 416   | Тупицын Иван Никитович                                                                        | 29.06.1945 | артиллерия   | командир самоходной артиллерийской установки ИСУ-122 375-го гвардейского тяжёлого самоходного артиллерийского полка 3-го гвардейского танкового корпуса 19-й армии 2-го Белорусского фронта                       | гвардии старший лейтенант | 20.07.1915 — 25.03.1945 | [ БС 14 ] [ ГС 54 ] [ НЛ 53 ]   |
| 417   | Тураев Джуракул узб. Toʻrayev Joʻraqul                                                        | 29.03.1944 | артиллерия   | наводчик орудия 1007-го лёгкого артиллерийского полка 46-й лёгкой артиллерийской бригады 12-й артиллерийской дивизии 4-го артиллерийского корпуса прорыва РГК в составе 65-й армии Белорусского фронта            | младший сержант           | 20.03.1922 — 10.08.1998 | [ БС 14 ] [ ГС 55 ] [ НЛ 54 ]   |
| 418   | Турбай Михаил Порфирьевич укр. Турбай Михайло Порфирович                                      | 18.08.1945 | авиация      | лётчик 783-го штурмового авиационного полка 199-й штурмовой авиационной дивизии 4-го штурмового авиационного корпуса 4-й воздушной армии 2-го Белорусского фронта                                                 | младший лейтенант         | 23.08.1918 — 17.04.1982 | [ БС 14 ] [ ГС 56 ] [ НЛ 55 ]   |
| 419   | Турбин Виктор Андреевич                                                                       | 24.03.1945 | пехота       | командир взвода 16-го стрелкового полка 102-й стрелковой дивизии 48-й армии 1-го Белорусского фронта | младший лейтенант         | 09.11.1923 — 08.08.1944 | [ БС 14 ] [ ГС 57 ] [ НЛ 56 ]   |
| 420   | Турбин Дмитрий Иванович                                                                       | 07.04.1940 | артиллерия   | начальник артиллерии 15-го стрелкового корпуса 13-й армии Северо-Западного фронта | полковник                 | 29.10.1903 — 23.01.1944 | [ БС 14 ] [ ГС 58 ] [ НЛ 57 ]   |
| 421   | Турбин Пётр Алексеевич                                                                        | 09.02.1944 | артиллерия   | наводчик орудия 317-го гвардейского армейского истребительно-противотанкового артиллерийского полка 1-й гвардейской армии 1-го Украинского фронта                                                                 | гвардии сержант           | 09.01.1915 — 15.03.1986 | [ БС 15 ] [ ГС 59 ] [ НЛ 58 ]   |
| 422   | Тургель Михаил Николаевич                                                                     | 19.03.1944 | пехота       | старший адъютант батальона 78-го гвардейского стрелкового полка 25-й гвардейской стрелковой дивизии 6-й армии Юго-Западного фронта                                                                                | гвардии старший лейтенант | 05.12.1909 — 19.03.1975 | [ БС 16 ] [ ГС 60 ] [ НЛ 59 ]   |
| 423   | Тургенев Фёдор Николаевич                                                                     | 24.07.1942 | авиация      | командир звена 18-го штурмового авиационного полка ВВС Черноморского флота | капитан                   | 28.06.1912 — 15.12.1971 | [ БС 16 ] [ ГС 61 ] [ НЛ 60 ]   |
| 424   | Турдыев Саидкул Алиевич тадж. Турдиев Саидқул                                                 | 10.01.1944 | пехота       | командир пулемётной роты 342-го стрелкового полка 136-й стрелковой дивизии 38-й армии Воронежского фронта | лейтенант                 | 15.07.1912 — 03.10.1943 | [ БС 16 ] [ ГС 62 ] [ НЛ 61 ]   |
| 425   | Туренко Евгений Георгиевич укр. Туренко Євген Георгійович                                     | 21.03.1940 | авиация      | командир 7-го истребительного авиационного полка 59-й истребительной авиационной бригады ВВС 7-й армии Северо-Западного фронта                                                                                    | майор                     | 13.12.1905 — 24.10.1963 | [ БС 16 ] [ ГС 63 ] [ НЛ 62 ]   |
| 426   | Туржанский Борис Александрович                                                                | 31.12.1936 | авиация      | командир отдельной эскадрильи истребителей И-15 ВВС Испанской Республики | полковник                 | 10.03.1900 — 14.06.1948 | ——                              |
| 427   | Туриков Алексей Митрофанович                                                                  | 01.05.1943 | авиация      | штурман эскадрильи 99-го бомбардировочного авиационного полка 223-й ближнебомбардировочной авиационной дивизии 2-го бомбардировочного авиационного корпуса 16-й воздушной армии Донского фронта                   | капитан                   | 03.02.1920 — 22.03.1985 | [ БС 16 ] [ ГС 65 ] [ НЛ 63 ]   |
| 428   | Туркенич Иван Васильевич укр. Туркенич Іван Васильович                                        | 05.05.1990 | комиссар     | помощник по комсомольской работе начальника политотдела 99-й стрелковой дивизии 60-й армии 1-го Украинского фронта                                                                                                | гвардии старший лейтенант | 15.02.1920 — 14.08.1944 | [ БС 17 ] [ ГС 66 ] [ НЛ 64 ]   |
| 429   | Турков Денис Ильич                                                                            | 15.01.1944 | инженер      | помощник командира сапёрного взвода 221-го гвардейского стрелкового полка 77-й гвардейской стрелковой дивизии 61-й армии Центрального фронта                                                                      | гвардии старшина          | 23.08.1904 — 28.09.1943 | [ БС 16 ] [ ГС 67 ] [ НЛ 65 ]   |
| 430   | Турков Николай Яковлевич                                                                      | 22.07.1944 | авиация      | командир эскадрильи 118-го разведывательного авиационного полка ВВС Северного флота | капитан                   | 22.05.1913 — 06.08.1987 | [ БС 16 ] [ ГС 68 ] [ НЛ 66 ]   |
| 431   | Туркули Владислав Александрович груз. ტურკული ვლადისლავ                                       | 18.08.1945 | авиация      | командир звена 198-го штурмового авиационного полка 233-й штурмовой авиационной дивизии 4-й воздушной армии 2-го Белорусского фронта                                                                              | лейтенант                 | 16.12.1923 — 09.02.2002 | [ БС 18 ] [ ГС 69 ] [ НЛ 67 ]   |
| 432   | Туров Фёдор Дементьевич                                                                       | 23.10.1943 | пехота       | разведчик взвода пешей разведки 955-го стрелкового полка 309-й стрелковой дивизии 40-й армии Воронежского фронта                                                                                                  | гвардии красноармеец      | 15.05.1910 — 02.02.1974 | [ БС 19 ] [ ГС 70 ] [ НЛ 68 ]   |
| 433   | Туровец Никита Игнатьевич укр. Туровець Микита Гнатович                                       | 31.05.1945 | пехота       | командир мотострелкового батальона 35-й механизированной бригады 1-го механизированного корпуса 2-й танковой армии 1-го Белорусского фронта                                                                       | гвардии майор             | 11.10.1917 — 14.04.1979 | [ БС 19 ] [ ГС 71 ] [ НЛ 69 ]   |
| 434   | Туровцев Василий Иванович                                                                     | 12.04.1942 | авиация      | командир эскадрильи 198-го штурмового авиационного полка 31-й смешанной авиационной дивизии ВВС Западного фронта                                                                                                  | капитан                   | 25.12.1908 — 05.12.1964 | [ БС 19 ] [ ГС 72 ] [ НЛ 70 ]   |
| 435   | Турунов Геннадий Сергеевич                                                                    | 24.03.1945 | пехота       | командир пулемётного расчёта 172-го гвардейского стрелкового полка 57-й гвардейской стрелковой дивизии 8-й гвардейской армии 1-го Белорусского фронта                                                             | гвардии старший сержант   | 02.01.1925 — 04.02.1945 | [ БС 19 ] [ ГС 73 ] [ НЛ 71 ]   |
| 436   | Туруханов Георгий Иосифович                                                                   | 05.10.1944 | инженер      | старшина роты 661-го отдельного сапёрного батальона 378-й стрелковой дивизии 8-й армии Ленинградского фронта | старшина                  | 07.12.1914 — 04.02.1944 | [ БС 19 ] [ ГС 74 ] [ НЛ 72 ]   |
| 437   | Турцевич Николай Фёдорович бел. Турцэвіч Мікалай Фёдаравіч                                    | 07.04.1940 | пехота       | командир взвода моторизированной роты 175-го отдельного разведывательного батальона 150-й стрелковой дивизии 13-й армии Северо-Западного фронта                                                                   | лейтенант                 | 1914 — 14.02.1940       | [ БС 20 ] [ ГС 75 ] [ НЛ 73 ]   |
| 438   | Турченко Николай Архипович укр. Турченко Микола Архипович                                     | 23.10.1943 | пехота       | командир отделения 565-го стрелкового полка 161-й стрелковой дивизии 40-й армии Воронежского фронта | старший сержант           | 15.06.1921 — 25.09.1972 | [ БС 21 ] [ ГС 76 ] [ НЛ 74 ]   |
| 439   | Турченко Павел Алексеевич                                                                     | 27.02.1945 | пехота       | командир батальона 691-го стрелкового полка 383-й стрелковой дивизии 33-й армии 1-го Белорусского фронта | майор                     | 15.05.1914 — 13.04.1987 | [ БС 21 ] [ ГС 77 ] [ НЛ 75 ]   |
| 440   | Турчин Василий Фёдорович укр. Турчин Василь Федорович                                         | 31.05.1945 | кавалерия    | командир пулемётного расчёта 12-го гвардейского кавалерийского полка 3-й гвардейской кавалерийской дивизии 2-го гвардейского кавалерийского корпуса 1-го Белорусского фронта                                      | гвардии сержант           | 05.07.1922 — 03.11.1980 | [ БС 21 ] [ ГС 78 ] [ НЛ 76 ]   |
| 441   | Турчин Николай Николаевич                                                                     | 21.02.1945 | артиллерия   | командир батареи 156-го отдельного истребительно-противотанкового дивизиона 112-й стрелковой дивизии 13-й армии 1-го Украинского фронта                                                                           | старший лейтенант         | 15.01.1922 — 07.02.1990 | [ БС 21 ] [ ГС 79 ] [ НЛ 77 ]   |
| 442   | Турчинский Адам Петрович                                                                      | 16.05.1944 | генерал      | командир 2-й гвардейской стрелковой дивизии 56-й армии Северо-Кавказского фронта | гвардии генерал-майор     | 15.08.1897 — 30.01.1979 | [ БС 21 ] [ ГС 80 ] [ НЛ 78 ]   |
| 443   | Турыгин Валерьян Михайлович                                                                   | 20.03.1991 | авиация      | командир 813-го истребительного авиационного полка 215-й истребительной авиационной дивизии 8-го истребительного авиационного корпуса 4-й воздушной армии 2-го Белорусского фронта                                | майор                     | 01.06.1914 — 06.11.2000 | ——                              |
| 444   | Турьян Пинхус Григорьевич                                                                     | 19.03.1944 | комиссар     | парторг 269-го отдельного сапёрного батальона 12-й армии Юго-Западного фронта | капитан                   | 20.04.1896 — 30.08.1976 | [ БС 21 ] [ ГС 82 ] [ НЛ 79 ]   |
| 445   | Туснолобова-Марченко Зинаида Михайловна                                                       | 06.12.1957 | медики       | по совокупности воинских заслуг в годы Великой Отечественной войны | —                         | 23.11.1920 — 20.05.1980 | ——                              |
| 446   | Тутуков Пётр Тихонович                                                                        | 27.02.1945 | танкист      | командир бронетранспортёра разведывательной роты 34-й гвардейской мотострелковой бригады 12-го гвардейского танкового корпуса 2-й гвардейской танковой армии 1-го Белорусского фронта                             | гвардии старший сержант   | 24.07.1917 — 01.05.1983 | [ БС 23 ] [ ГС 84 ] [ НЛ 80 ]   |
| 447   | Тутученко Семён Павлович укр. Тутученко Семен Павлович                                        | 07.08.1944 | партизан     | активный участник партизанской борьбы на Украине, начальник штаба отдельного кавалерийского дивизиона 1-й Украинской партизанской дивизии                                                                         | —                         | 02.02.1913 — 04.01.1994 | [ БС 24 ] [ ГС 85 ] [ НЛ 81 ]   |
| 448   | Туфтов Иван Никитович                                                                         | 13.09.1944 | пехота       | пулемётчик мотострелкового батальона 45-й механизированной бригады 5-го механизированного корпуса 6-й танковой армии 2-го Украинского фронта                                                                      | красноармеец              | 24.12.1912 — 21.07.1974 | [ БС 24 ] [ ГС 86 ] [ НЛ 82 ]   |
| 449   | Тухланов Александр Григорьевич                                                                | 02.08.1944 | авиация      | заместитель командира эскадрильи 94-го гвардейского штурмового авиационного полка 5-й гвардейской штурмовой авиационной дивизии 1-го смешанного авиационного корпуса 17-й воздушной армии 3-го Украинского фронта | гвардии лейтенант         | 01.07.1916 — 05.12.1992 | [ БС 24 ] [ ГС 87 ] [ НЛ 83 ]   |
| 450   | Тучин Георгий Владимирович                                                                    | 27.02.1945 | пехота       | командир 94-й отдельной армейской штрафной роты 33-й армии 1-го Белорусского фронта | старший лейтенант         | 24.11.1914 — 05.08.1945 | [ БС 24 ] [ ГС 88 ] [ НЛ 84 ]   |
| 451   | Тушев Иван Тимофеевич                                                                         | 02.11.1944 | авиация      | командир эскадрильи 191-го истребительного авиационного полка 257-й смешанной авиационной дивизии 7-й воздушной армии Карельского фронта                                                                          | капитан                   | 07.11.1916 — 05.10.1999 | [ БС 24 ] [ ГС 89 ] [ НЛ 85 ]   |
| 452   | Тушнолобов Кузьма Максимович                                                                  | 29.06.1945 | инженер      | командир отделения 22-го отдельного сапёрного батальона 162-й стрелковой дивизии 70-й армии 2-го Белорусского фронта                                                                                              | младший сержант           | 23.10.1908 — 09.11.1983 | [ БС 24 ] [ ГС 90 ] [ НЛ 86 ]   |
| 453   | Тхагушев Исмаил Халалович (Тхагушев Исмаил Халялович) адыг. Тхьагъушъэ Исмахьил Хьалалэ ыкъор | 25.10.1943 | пехота       | командир роты 89-го стрелкового полка 23-й стрелковой дивизии 47-й армии Воронежского фронта | лейтенант                 | 17.03.1920 — 15.11.1943 | [ БС 24 ] [ ГС 91 ] [ НЛ 87 ]   |
| 454   | Тхор Григорий Илларионович укр. Тхор Григорій Іларіонович                                     | 26.06.1991 | генерал      | заместитель командира 62-й бомбардировочной авиационной дивизии ВВС 5-й армии Юго-Западного фронта | генерал-майор             | 28.09.1903 — 1943       | ——                              |
| 455   | Тхоржевский Александр Иванович укр. Тхоржевський Олександр Іванович                           | 24.03.1945 | пехота       | стрелок 294-го стрелкового полка 184-й стрелковой дивизии 5-й армии 3-го Белорусского фронта | красноармеец              | 25.02.1925 — 15.02.1945 | [ БС 25 ] [ ГС 93 ] [ НЛ 88 ]   |
| 456   | Тыквач Даниил Петрович укр. Тиквач Данило Петрович                                            | 17.10.1943 | артиллерия   | командир 206-го гвардейского лёгкого артиллерийского полка 3-й лёгкой артиллерийской бригады 1-й гвардейской артиллерийской дивизии прорыва РГК в составе 60-й армии Воронежского фронта                          | гвардии майор             | 06.04.1910 — 17.08.1992 | [ БС 26 ] [ ГС 94 ] [ НЛ 89 ]   |
| 457   | Тырин Георгий Михайлович                                                                      | 03.06.1944 | танкист      | командир тяжёлого танка МК-4 15-го гвардейского отдельного танкового полка прорыва 8-го гвардейского танкового корпуса 40-й армии Воронежского фронта                                                             | гвардии старшина          | 1918 — 16.10.1944       | [ БС 26 ] [ ГС 95 ] [ НЛ 90 ]   |
| 458   | Тырса Владимир Геронтьевич укр. Тирса Володимир Геронтійович                                  | 27.06.1945 | танкист      | командир роты танков Т-34 13-й гвардейской танковой бригады 4-го гвардейского танкового корпуса 1-го Украинского фронта                                                                                           | гвардии лейтенант         | 15.07.1923 — 15.10.2009 | [ БС 26 ] [ ГС 96 ] [ НЛ 91 ]   |
| 459   | Тырыкин Николай Степанович                                                                    | 22.02.1944 | пехота       | помощник командира взвода 267-го гвардейского стрелкового полка 89-й гвардейской стрелковой дивизии 37-й армии Степного фронта                                                                                    | гвардии старший сержант   | 19.12.1920 — 09.03.2001 | [ БС 26 ] [ ГС 97 ] [ НЛ 92 ]   |
| 460   | Тытарь Владимир Маркович укр. Титар Володимир Маркович                                        | 31.05.1945 | пехота       | начальник штаба 469-го стрелкового полка 150-й стрелковой дивизии 3-й ударной армии 1-го Белорусского фронта | майор                     | 26.04.1924 — 17.04.1945 | [ БС 26 ] [ ГС 98 ] [ НЛ 93 ]   |
| 461   | Тышевич Владимир Александрович бел. Тышэвіч Уладзімір Аляксандравіч                           | 15.05.1946 | авиация      | заместитель командира эскадрильи 79-го гвардейского штурмового авиационного полка 2-й гвардейской штурмовой авиационной дивизии 16-й воздушной армии 1-го Белорусского фронта                                     | гвардии старший лейтенант | 27.05.1923 — 18.09.1980 | [ БС 26 ] [ ГС 99 ] [ НЛ 94 ]   |
| 462   | Тышканбаев Кожахмет каз. Тышқанбаев Қожахмет                                                  | 16.05.1944 | артиллерия   | наводчик орудия 490-го истребительно-противотанкового артиллерийского полка РГК в составе Отдельной Приморской армии Северо-Кавказского фронта                                                                    | сержант                   | 1916 — 02.11.1943       | [ БС 26 ] [ ГС 100 ] [ НЛ 95 ]  |
| 463   | Тышкевич Василий Антонович укр. Тишкевич Василь Антонович                                     | 27.02.1945 | пехота       | командир роты 1052-го стрелкового полка 301-й стрелковой дивизии 5-й ударной армии 1-го Белорусского фронта | капитан                   | 20.04.1920 — 12.12.1986 | [ БС 27 ] [ ГС 101 ] [ НЛ 96 ]  |
| 464   | Тышкун Иван Игнатьевич                                                                        | 03.06.1944 | пехота       | помощник командира взвода 1040-го стрелкового полка 295-й стрелковой дивизии 28-й армии З-го Украинского фронта                                                                                                   | сержант                   | 19.05.1924 — 07.04.1945 | [ БС 28 ] [ ГС 102 ] [ НЛ 97 ]  |
| 465   | Тыщик Евгений Константинович укр. Тищик Євген Костянтинович                                   | 13.09.1944 | танкист      | командир танковой роты 50-й танковой бригады 3-го танкового корпуса 2-й танковой армии 2-го Украинского фронта | старший лейтенант         | 08.09.1919 — 10.03.1944 | [ БС 28 ] [ ГС 103 ] [ НЛ 98 ]  |
| 466   | Тюков Владимир Михайлович                                                                     | 13.04.1944 | авиация      | заместитель командира эскадрильи 502-го штурмового авиационного полка 214-й штурмовой авиационной дивизии 4-я воздушная армия Северо-Кавказский фронт                                                             | старший лейтенант         | 17.07.1921 — 24.04.1944 | [ БС 28 ] [ ГС 104 ] [ НЛ 99 ]  |
| 467   | Тюленев Иван Владимирович                                                                     | 21.02.1978 | генерал      | военный инспектор-советник Группы генеральных инспекторов Министерства обороны СССР | генерал армии             | 28.01.1892 — 15.08.1978 | ——                              |
| 468   | Тюленев Иван Николаевич                                                                       | 24.08.1943 | авиация      | командир эскадрильи 367-го бомбардировочного авиационного полка 132-й бомбардировочной авиационной дивизии 4-й воздушной армии Северо-Кавказского фронта                                                          | капитан                   | 25.11.1915 — 21.01.1987 | [ БС 28 ] [ ГС 106 ] [ НЛ 100 ] |
| 469   | Тюленев Фёдор Васильевич                                                                      | 01.05.1943 | авиация      | исполняющий должность штурмана 225-го штурмового авиационного полка 226-й штурмовой авиационной дивизии 8-й воздушной армии Южного фронта                                                                         | капитан                   | 25.02.1918 — 26.10.1997 | [ БС 29 ] [ ГС 107 ] [ НЛ 101 ] |
| 470   | Тюленин Сергей Гаврилович                                                                     | 13.09.1943 | партизан     | один из органиаторов и руководителей подпольной комсомольской организации «Молодая гвардия» | —                         | 12.08.1925 — 31.01.1943 | [ БС 30 ] [ ГС 108 ] [ НЛ 102 ] |
| 471   | Тюлин Александр Степанович                                                                    | 13.09.1944 | артиллерия   | командир орудия 350-го отдельного истребительно-противотанкового дивизиона 294-й стрелковой дивизии 52-й армии 2-го Украинского фронта                                                                            | старший сержант           | 01.08.1916 — 02.09.1988 | [ БС 30 ] [ ГС 109 ] [ НЛ 103 ] |
| 472   | Тюльга Алексей Николаевич бел. Цюльга Аляксей Мікалаевіч                                      | 23.09.1944 | пехота       | разведчик взвода пешей разведки разведки 889-го стрелкового полка 197-й стрелковой дивизии 3-й гвардейской армии 1-го Украинского фронта                                                                          | красноармеец              | 12.05.1922 — 17.11.1953 | [ БС 30 ] [ ГС 110 ] [ НЛ 104 ] |
| 473   | Тюлькин Михаил Николаевич                                                                     | 15.05.1946 | авиация      | штурман 515-го истребительного авиационного полка 193-й истребительной авиационной дивизии 13-го истребительного авиационного корпуса 16-й воздушной армии 1-го Белорусского фронта                               | майор                     | 22.11.1918 — 10.03.1999 | [ БС 30 ] [ ГС 111 ] [ НЛ 105 ] |
| 474   | Тюлькин Яков Николаевич                                                                       | 10.01.1944 | пехота       | командир пулемётного расчёта 269-го стрелкового полка 136-й стрелковой дивизии 38-й армии Воронежского фронта | сержант                   | 22.10.1896 — 12.08.1958 | [ БС 30 ] [ ГС 112 ] [ НЛ 106 ] |
| 475   | Тюменцев Фёдор Петрович                                                                       | 10.04.1945 | пехота       | автоматчик разведывательной роты 17-й гвардейской механизированной бригады 6-го гвардейского механизированного корпуса 4-й танковой армии 1-го Украинского фронта                                                 | гвардии сержант           | 08.02.1925 — 10.04.1998 | [ БС 30 ] [ ГС 113 ] [ НЛ 107 ] |
| 476   | Тюнин Фёдор Михайлович                                                                        | 20.12.1943 | десантники   | командир взвода роты противотанковых ружей 9-го гвардейского отдельного истребительно-противотанкового дивизиона 10-й гвардейской воздушно-десантной дивизии 37-й армии Степного фронта                           | гвардии младший лейтенант | 06.03.1919 — 08.04.1973 | [ БС 30 ] [ ГС 114 ] [ НЛ 108 ] |
| 477   | Тюриков Сергей Петрович                                                                       | 18.08.1945 | авиация      | штурман 4-го гвардейского пикирующего бомбардировочного авиационного полка 188-й бомбардировочной авиационной дивизии 15-й воздушной армии 2-го Прибалтийского фронта                                             | гвардии майор             | 12.09.1910 — 24.12.1972 | [ БС 31 ] [ ГС 115 ] [ НЛ 109 ] |
| 478   | Тюрин Александр Васильевич                                                                    | 04.06.1944 | пехота       | помощник командира взвода 240-го стрелкового полка 117-й стрелковой дивизии 4-й ударной армии Калининского фронта                                                                                                 | старшина                  | 14.08.1905 — 17.10.1943 | [ БС 32 ] [ ГС 116 ] [ НЛ 110 ] |
| 479   | Тюрин Александр Николаевич                                                                    | 18.05.1943 | пехота       | стрелок 78-го гвардейского стрелкового полка 25-й гвардейской стрелковой дивизии 6-й армии Юго-Западного фронта                                                                                                   | гвардии красноармеец      | 28.08.1909 — 18.06.1980 | [ БС 32 ] [ ГС 117 ] [ НЛ 111 ] |
| 480   | Тюрин Василий Фёдорович                                                                       | 03.06.1944 | пехота       | автоматчик мотострелкового батальона 59-й гвардейской танковой бригады 8-го гвардейского танкового корпуса 40-й армии Воронежского фронта                                                                         | гвардии красноармеец      | 22.08.1924 — 20.12.1943 | [ БС 32 ] [ ГС 118 ] [ НЛ 112 ] |
| 481   | Тюрин Иван Григорьевич                                                                        | 24.03.1945 | артиллерия   | командир батареи 41-го артиллерийского полка 97-й стрелковой дивизии 5-й армии 3-го Белорусского фронта | старший лейтенант         | 03.06.1921 — 03.04.1997 | [ БС 32 ] [ ГС 119 ] [ НЛ 113 ] |
| 482   | Тюрин Константин Михайлович                                                                   | 13.11.1943 | пехота       | разведчик 465-го стрелкового полка 167-й стрелковой дивизии 38-й армии Воронежского фронта | красноармеец              | 02.11.1905 — 24.09.1995 | [ БС 32 ] [ ГС 120 ] [ НЛ 114 ] |
| 483   | Тюрин Леонид Фёдорович                                                                        | 19.08.1944 | авиация      | штурман звена 13-го гвардейского авиационного полка 4-й гвардейской авиационной дивизии 4-го гвардейского авиационного корпуса Авиации дальнего действия                                                          | гвардии капитан           | 15.04.1914 — 12.03.1970 | [ БС 32 ] [ ГС 121 ] [ НЛ 115 ] |
| 484   | Тюрин Михаил Петрович                                                                         | 07.04.1940 | авиация      | младший лётчик 44-й истребительный авиационный полк 54-й истребительной авиационной бригады Северо-Западного фронта                                                                                               | младший лейтенант         | 19.02.1918 — 11.03.1940 | [ БС 32 ] [ ГС 122 ] [ НЛ 116 ] |
| 485   | Тюркин Дмитрий Васильевич                                                                     | 20.12.1943 | танкист      | командир 586-г танкового батальона 219-й танковой бригады 1-го механизированного корпуса 37-й армии Степного фронта                                                                                               | старший лейтенант         | 03.11.1920 — 14.05.1984 | [ БС 33 ] [ ГС 123 ] [ НЛ 117 ] |
| 486   | Тюрнев Пётр Фёдорович                                                                         | 07.05.1965 | генерал      | член Военного совета и начальник политического управления Дальневосточного военного округа | генерал-майор             | 21.12.1911 — 22.07.1990 | ——                              |
| 487   | Тюрюмин Александр Михайлович                                                                  | 29.03.1976 | авиация      | лётчик-испытатель Объединённого конструкторского бюро имени С. В. Ильюшина Министерства авиационной промышленности СССР                                                                                           | —                         | 18.02.1928 — 07.11.2019 | ——                              |
| 488   | Тюсин Николай Максимович                                                                      | 31.05.1945 | пехота       | командир роты 1006-го стрелкового полка 266-й стрелковой дивизии 5-й ударной армии 1-го Белорусского фронта | старший лейтенант         | 27.11.1922 — 01.10.1979 | [ БС 34 ] [ ГС 126 ] [ НЛ 118 ] |
| 489   | Тявкин Николай Николаевич                                                                     | 24.03.1945 | пехота       | командир взвода 895-го стрелкового полка 193-й стрелковой дивизии 65-й армии 1-го Белорусского фронта | лейтенант                 | 17.09.1916 — 17.10.1944 | [ БС 34 ] [ ГС 127 ] [ НЛ 119 ] |
| 490   | Тягушев Ефим Владимирович                                                                     | 13.12.1942 | связисты     | радист отдельного батальона связи 78-й отдельной стрелковой бригады 9-й армии Южного фронта | красноармеец              | 26.01.1919 — 27.01.1971 | [ БС 34 ] [ ГС 128 ] [ НЛ 120 ] |
| 491   | Тяпушкин Алексей Александрович                                                                | 24.03.1945 | артиллерия   | командир орудия 1054-го артиллерийского полка 416-й стрелковой дивизии 5-й ударной армии 1-го Белорусского фронта                                                                                                 | сержант                   | 14.09.1919 — 02.12.1988 | [ БС 34 ] [ ГС 129 ] [ НЛ 121 ] |
| 492   | Тященко Гавриил Елизарович укр. Тященко Гаврило Єлізарович                                    | 20.04.1945 | медики       | санитар санитарного взвода 384-го отдельного батальона морской пехоты Одесской военно-морской базы Черноморского флота                                                                                            | краснофлотец              | 03.04.1912 — 27.03.1944 | [ БС 34 ] [ ГС 130 ] [ НЛ 122 ] |

| Навигационная таблица | Навигационная таблица                |
| --------------------- | ------------------------------------ |
| «Т»                   | Тавадзе Давид — Терешкова Валентина  |
| «Т»                   | Терещенко Василий — Ткаченко Василий |
| «Т»                   | Ткаченко Владимир — Трубачёв Василий |
| «Т»                   | Трубаченко Василий — Тященко Гавриил |